# (8388) 1993 FO6
(8388) 1993 FO6 est un astéroïde de la ceinture principale découvert en 1993.

## Description
(8388) 1993 FO6 a été découvert le 17 mars 1993 à l'observatoire de La Silla, au Chili,  par le programme Uppsala-ESO Survey of Asteroids and Comets (UESAC).

### Caractéristiques orbitales
L'orbite de cet astéroïde est caractérisée par un demi-grand axe de 2,92 UA, un périhélie de 2,75 UA, une excentricité de 0,06 et une inclinaison de 3,06° par rapport à l'écliptique. Du fait de ces caractéristiques, à savoir un demi-grand axe compris entre 2 et 3,2 UA et un périhélie supérieur à 1,666 UA, il est classé, selon la JPL Small-Body Database, comme objet de la ceinture principale.

### Caractéristiques physiques
(8388) 1993 FO6 a une magnitude absolue (H) de 13,1 et un albédo estimé à 0,057.